# Țintești
Țintești est une commune roumaine située dans le județ de Buzău.